# Batch feldolgozás
 megjegyzés: úgy tűnik, ezzel gyakorlatilag azonos: Batch programozás ???!!!
A batch számítástechnikában és adatfeldolgozásban egy csoport vagy gyűjtemény olyan feladatokból áll, amelyeket egyszerre dolgoznak fel, mint egy egység. Ezeket a feladatokat általában feldolgozásra adják be anélkül, hogy bármilyen felhasználói interakció vagy beavatkozás történne végrehajtásuk során. A batch feldolgozás gyakran alkalmazott különböző területeken, beleértve az adatelemzést, adattranszformációt, munkaütemezést és nagyméretű számításokat.
Íme néhány kulcsfontosságú jellemző és fogalom a batch feldolgozással kapcsolatban:
1. Feladatok csoportosítása: a batch feldolgozás során több feladatot vagy munkát csoportosítanak együtt egy batchbe. Ezek a feladatok lehetnek adatfeldolgozással, számításokkal, fájlműveletekkel vagy bármilyen más automatizált folyamatokkal kapcsolatosak.
2. Soros végrehajtás: a batchben lévő feladatokat egymás után, sorban hajtják végre. Amint egy feladat befejeződik, a következőt indítják el. Ez a soros végrehajtás hatékony erőforrásallokációt és felhasználást tesz lehetővé.
3. Automatizálás: a batch feldolgozás általában automatizált, ami azt jelenti, hogy nem igényel folyamatos felhasználói beavatkozást. Miután a batch benyújtásra került, a rendszer kezeli a feladatok végrehajtását a felhasználói interakció nélkül.
4. Ütemezett végrehajtás: a batcheket gyakran ütemezik, hogy meghatározott időpontokban vagy időközönként fussonak. Például egy batch folyamatot éjszakánként ütemezhetnek, hogy nagy adatmennyiségeket dolgozzanak fel vagy jelentéseket generáljanak a következő munkanapra.
5. Hibakezelés: a batch feldolgozási rendszerek általában mechanizmusokkal rendelkeznek a feladatvégrehajtás során felmerülő hibák kezelésére. Tárolják a hibákat, újra próbálkoznak a meghiúsult feladatokkal vagy értesítik az üzemeltetőket a szükség esetén történő kézi beavatkozáshoz.
6. Offline feldolgozás: a batch feldolgozás általában offline vagy háttérfeldolgozásra használatos, ahol nincs szükség valós idejű interakcióra. Lehetővé teszi a szervezetek számára, hogy adatfeldolgozást és elemzést végezzenek egy nem-interaktív módban, csökkentve a hatást az online rendszerekre és a felhasználói élményre.
7. Munka vezérlő nyelv: A batch feldolgozás gyakran magában foglalja a munka vezérlő nyelvek vagy szkriptek használatát, amelyek meghatározzák a feladatok sorrendjét és függőségeiket. Ezek a szkriptek meghatározzák az utasításokat a rendszer számára, hogy sikeresen végrehajtsa a batchet.  A batch feldolgozást széles körben alkalmazzák különböző alkalmazásokban, például adattárolásban, ETL (Extract, Transform, Load) folyamatokban, rendszermentésben, jelentésgenerálásban és nagyméretű számításokban, mint például szimulációk vagy tudományos számítások. Lehetővé teszi a nagy adatmennyiségek hatékony feldolgozását és automatizálja a ismétlődő feladatokat, felszabadítva az emberi erőforrásokat más tevékenységekre.
8. Hatékonyság: A batch feldolgozás hatékonyan képes nagy adatmennyiségeket feldolgozni vagy erőforrásigényes feladatokat elvégezni. A feladatok csoportosítása és az erőforrások hatékony kihasználása révén a batch feldolgozás gyakran magas áteresztőképességet és javított teljesítményt érhet el.

A batch feldolgozást széles körben alkalmazzák különböző alkalmazásokban, például adattárolásban, ETL (Extract, Transform, Load) folyamatokban, rendszermentésben, jelentésgenerálásban és nagyméretű számításokban, mint például szimulációk vagy tudományos számítások. Lehetővé teszi a nagy adatmennyiségek hatékony feldolgozását és automatizálja a ismétlődő feladatokat, felszabadítva az emberi erőforrásokat más tevékenységekre.